# Rudolf Rupp (wojskowy)

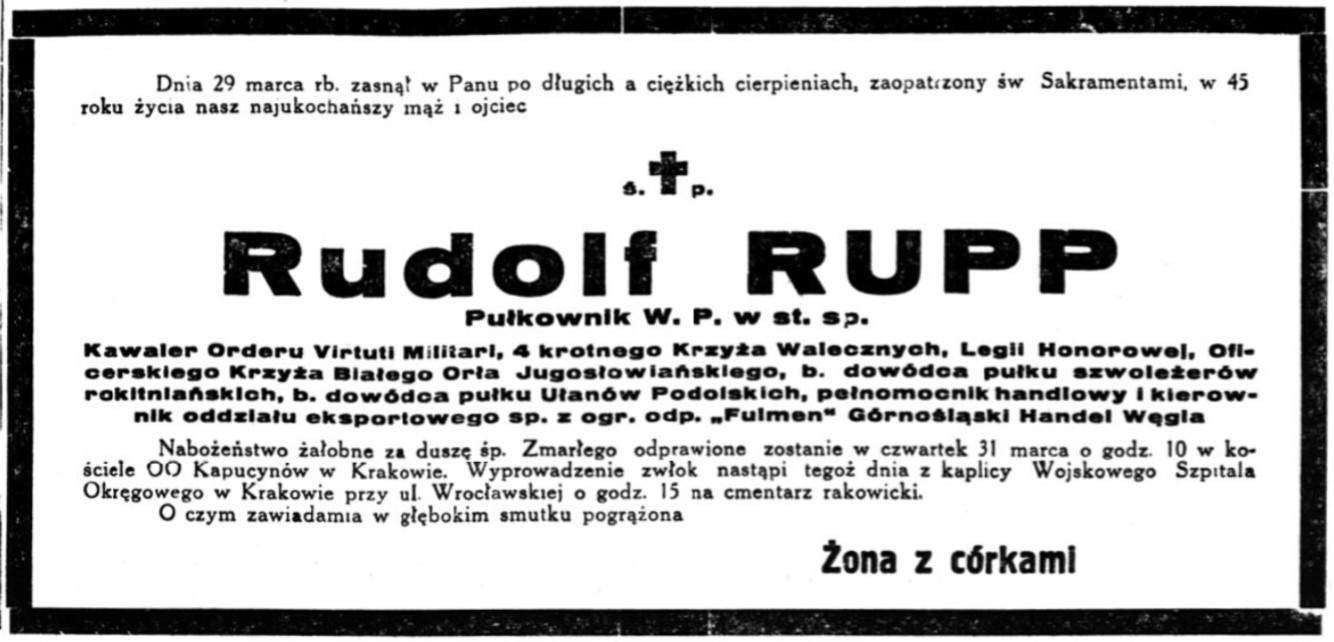
Nekrolog

Rudolf Apolinary Rupp (ur. 16 czerwca 1893 w Urożu, zm. 29 marca 1938 w Krakowie) – pułkownik kawalerii Wojska Polskiego, kawaler Orderu Virtuti Militari.

## Życiorys
Urodził się 16 czerwca 1893 w Urożu, w ówczesnym powiecie drohobyckim Królestwa Galicji i Lodomerii, w rodzinie Henryka i Katarzyny z domu Meillen. Uczęszczał do c. i k. Gimnazjum w Stryju, a następnie do gimnazjum we Lwowie. W tym czasie należał do harcerstwa. Od 1 października 1910 do 30 września 1911 odbył obowiązkową służbę wojskową w 1 galicyjskim pułku ułanów, w charakterze jednorocznego ochotnika. W latach 1912–1913 wziął udział w mobilizacji sił zbrojnych Monarchii Austro-Węgierskiej, wprowadzonej w związku z wojną na Bałkanach.
1 sierpnia 1914 został zmobilizowany do macierzystego pułku. W tym samym roku został ranny w bitwie pod Rawą Ruską. Od 1915 dowodził szwadronem. We wrześniu 1918 został urlopowany.
1 listopada 1918 wstąpił do 1 pułku ułanów ziemi krakowskiej w Kluczach, który później został przemianowany na 8 pułk ułanów. 21 stycznia 1919 na czele 3. szwadronu wyruszył na Wołyń. Wyróżnił się 16 lutego 1919 w czasie wypadu na stację kolejową Maniewicze. Później został dowódcą szwadronu zapasowego 8 pułku ułanów w Krakowie.
10 czerwca 1920 objął dowództwo 2 pułku szwoleżerów. 3 sierpnia 1920 dowódca 7 Brygady Jazdy podpułkownik Henryk Brzezowski sporządził wniosek o odznaczenie majora Ruppa Orderem Virtuti Militari. 9 września tego roku wniosek został poparty przez pułkownika Juliusza Rómmla. Pułkiem dowodził przez kolejnych siedem lat. 31 marca 1924 prezydent RP nadał stopień podpułkownika ze starszeństwem z dnia 1 lipca 1923 i 9. lokatą w korpusie oficerów jazdy. W styczniu 1927 został przeniesiony do kadry oficerów kawalerii i oddany do dyspozycji szefa Departamentu II Ministerstwa Spraw Wojskowych. 25 kwietnia 1927 został przeniesiony służbowo na trzymiesięczny kurs doszkolenia sztabowych oficerów kawalerii w Obozie Szkolnym Kawalerii w Grudziądzu, w charakterze frekwentanta. 5 listopada 1928 ogłoszono jego przeniesienie na stanowisko rejonowego inspektora koni w Warszawie. Tydzień później generał dywizji Juliusz Rómmel poinformował generalnego inspektora sił zbrojnych marszałka Józefa Piłsudskiego, że podpułkownik Rupp „obecnie zlikwidował wszystkie swoje materialne kłopoty, które mu przeszkadzały dowodzić pułkiem” oraz wyraził pogląd, że pozostawienie go na stanowisku rejonowego inspektora koni byłoby szkodą dla armii. Generał Rómmel motywował: „miałem tego oficera w najtrudniejszy okres wojny, jako dowódcę 2 Pułku Szwoleżerów i czuję się w obowiązku zameldować, że jest to wybitny oficer kawalerii, ruchliwy, energiczny, stanowczy, bardzo inteligentny, posiada trafną i szybką decyzję – może nieco narowistego charakteru – w każdym razie oficer, jakich mało mamy w naszej kawalerii”. W marcu 1929 Rudolf Rupp został wyznaczony na stanowisko dowódcy 12 pułku ułanów w Białokrynicy k. Krzemieńca, lecz obowiązki służbowe objął dopiero w lipcu tego roku. 24 grudnia 1929 prezydent RP nadał mu z dniem 1 stycznia 1930 stopień pułkownika w korpusie oficerów kawalerii i 4. lokatą. W sierpniu 1931 został zwolniony z zajmowanego stanowiska i oddany do dyspozycji dowódcy Okręgu Korpusu Nr II, a z dniem 30 listopada tego roku przeniesiony w stan spoczynku. W 1934, jako oficer stanu spoczynku pozostawał w ewidencji Powiatowej Komendy Uzupełnień Poznań Miasto. Posiadał przydział do Oficerskiej Kadry Okręgowej Nr VII. Był wówczas „przewidziany do użycia w czasie wojny”.
Mieszkał we Lwowie. 1 grudnia 1932 rozpoczął praktykę w koncernie węglowym. 21 grudnia 1932 przeprowadził się do Poznania na ul. Kochanowskiego 4 m. 9. W 1933 przeprowadził się do Katowic-Wełnowca, gdzie zamieszkał przy ul. Poniatowskiego 2 na I piętrze. Pracował w Spółce z o. o. „Fulmen” Górnośląski Handel Węgla, w charakterze pełnomocnika handlowego i kierownika oddziału eksportowego.
Zmarł 29 marca 1938 w Krakowie, „po długich i ciężkich cierpieniach”. Dwa dni później został pochowany na cmentarzu Rakowickim.
Był żonaty z Haliną  (Halżką) Aleksandrą (ur. 7 września 1904 w Katowicach, zm. 15 września 1990 w Bostonie), córką Wojciecha Korfantego i Elżbiety ze Sprotów, z którą miał dwie córki: Teresę Halszkę Urszulę Aleksandrę Marię (ur. 15 stycznia 1927 w Starogardzie) i Marię Elżbietę Katarzynę Romanę Julię (ur. 15 marca 1930 w Białokrynicy).

## Ordery i odznaczenia
- Krzyż Srebrny Orderu Wojskowego Virtuti Militari nr 3032[1][19] – 1921[34]
- Krzyż Walecznych czterokrotnie[3][19]
- Krzyż Oficerski jugosłowiańskiego Orderu Orła Białego[3][14][19]
- Krzyż Kawalerski francuskiego Orderu Narodowego Legii Honorowej[3][19]

W czasie służby w c. i k. Armii otrzymał:
- Krzyż Zasługi Wojskowej 3 klasy z dekoracją wojenną i mieczami[35]
- Srebrny Medal Zasługi Wojskowej z mieczami na wstążce Krzyża Zasługi Wojskowej dwukrotnie[35]
- Brązowy Medal Zasługi Wojskowej z mieczami na wstążce Krzyża Zasługi Wojskowej[35]
- Krzyż Wojskowy Karola[35]
- Krzyż Pamiątkowy Mobilizacji 1912–1913[35]